# Albert Giraud
Albert Giraud, geboren Emile Albert Kayenbergh (Leuven, 23 juni 1860 – Schaarbeek, 26 december 1929), was een Franstalig Belgisch schrijver en dichter.

## Leven en werk
Giraud studeerde rechten in Leuven maar verliet de universiteit voortijdig om zich aan de journalistiek en het literair schrijverschap te wijden. In Brussel ontmoette hij Emile Verhaeren, Iwan Gilkin en Max Waller, met wie hij “La jeune Belgique” oprichtte, een Belgische nationalistische literatuurbeweging uit de jaren 1880, sterk beïnvloed door de Franse symbolisten (‘Parnassianen’) uit die tijd.
Het werk van Giraud kenmerkt zich door een ingeworteld pessimisme. Hij toont een afkeer van vrouw en maatschappij, trekt zich terug uit de wereld en verkiest in het later door Arnold Schönberg op muziek gezette Pierrot Lunaire (1884) te leven op de maan. De gedichtenbundel Pierrot Lunaire vormt samen met de komedie Pierrot Narcisse (1891) en de bittere verzen van Dernières fêtes (1891) de symbolistisch-vernieuwende trilogie Héros et Pierrots (1898).
In zijn tijd werd Giraud echter weinig begrepen, hetgeen hem terugvoert naar de waarden van de Franse renaissance, waarvan hij de epische grootheid en de seksuele vrijheid ophemelt (Hors du siècle, 1894). Deze bundel wordt wel beschouwd als zijn meesterwerk, vooral om het sonore en beeldende vers, in het spoor van José-Maria de Heredia.

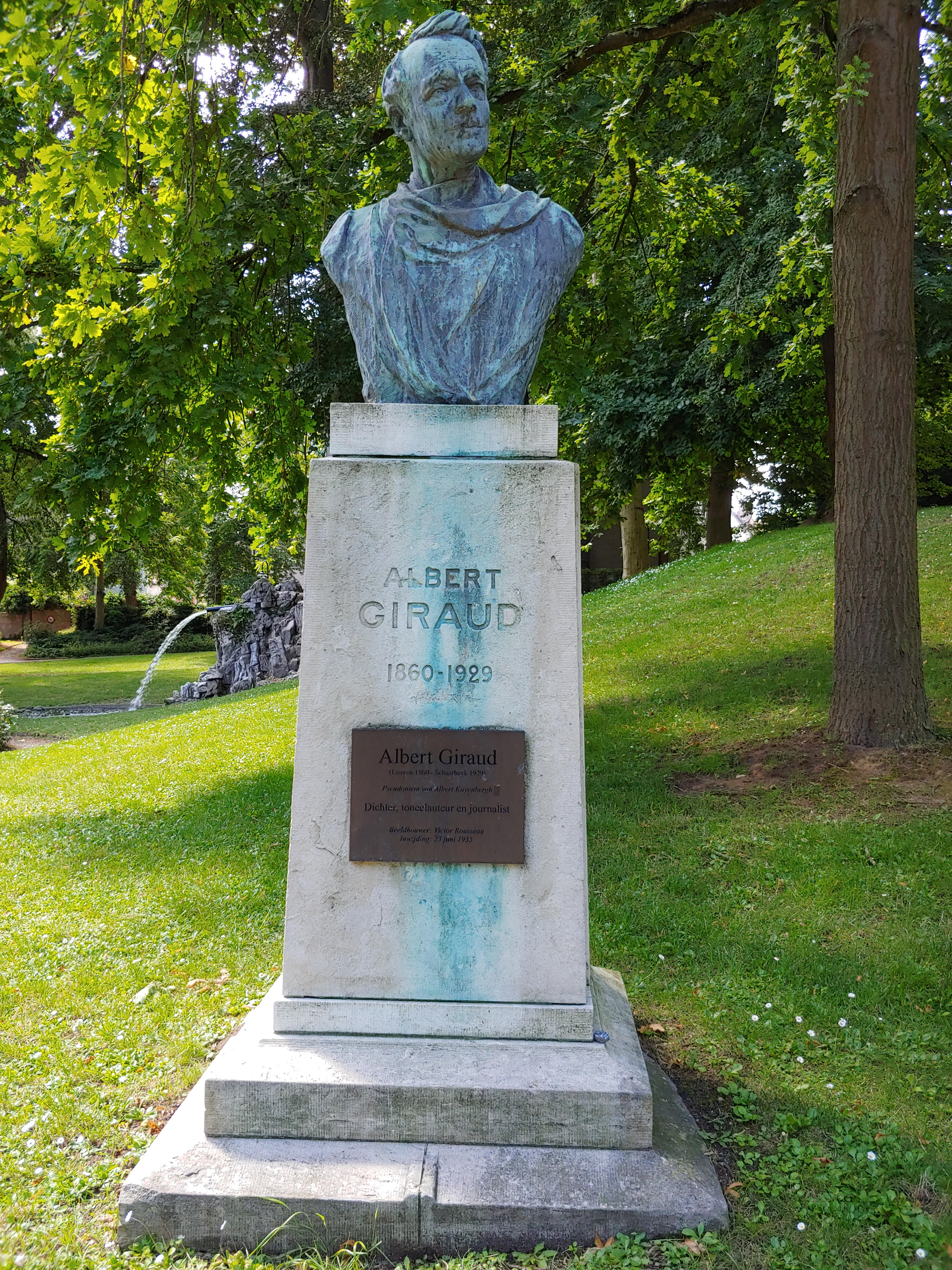

Girauds latere bundels verheerlijken de antieke goden als symbolen van bovenaardse grootheid en schoonheid, contrasterend met de laagheid en banaliteit van het leven op aarde.